# ニコラウス・フォン・リヒテンシュタイン
ニコラウス・フェルディナント・マリア・ヨーゼフ・ラファエル・フォン・ウント・ツー・リヒテンシュタイン（Prinz Nikolaus Ferdinand Maria Josef Raphael von und zu Liechtenstein, 1947年10月24日 - ）は、リヒテンシュタインの公子、外交官。ハンス・アダム2世公の弟。

## 概要
リヒテンシュタイン公フランツ・ヨーゼフ2世とその妻のゲオルギーナ公妃の間の第3子、三男として生まれ、両親や兄弟とともにファドゥーツで幼少期を過ごした。ファドゥーツの国民学校（小学校）を卒業後、ウィーンのショッテン・ギムナジウムやツオツ中等教育学校で学んだ。1968年から1972年までウィーン大学に在学、法学を専攻した。1973年から1974年までジュネーヴの赤十字社連盟本部の研究員助手として働く。1975年から1976年の間は郷里に留まり、ファドゥーツにある公国の裁判所や行政官庁で働いた。1977年から1978年にかけては、公国政府の外交官庁の顧問として活動した。
1979年から1989年まで、ストラスブールに設置された欧州評議会のリヒテンシュタイン代表評議員を務めた。1986年には初代の聖座大使（ただし非駐在）を兼ねた。1989年から1996年までスイス駐在大使を、1996年から2010年までベルギー駐在大使および欧州連合大使を務めた。1990年から1995年にかけ、リヒテンシュタインの欧州経済領域への加盟に関する協定について交渉する代表団の団長として活動した。1992年、オーストリア共和国有功大栄誉章（銀章星付）を授与されている。またボーイスカウト活動と密接な関わりを持ち、1971年から1989年までボーイスカウト・リヒテンシュタイン連盟所属のチーフスカウトとして活動していた。

## 子女
1982年3月20日、ルクセンブルク大公ジャンの娘マルガレータと結婚し、間に2男2女をもうけている。
- レオポルト・エマヌエル（1984年5月20日） - 誕生当日に夭折
- マリア・アヌンツィアータ・アストリート・ヨゼフィーネ・フェロニカ（1985年5月12日 - ）
- マリー・アストリート・ノーラ・マルガレータ・フェロニカ（1987年6月26日 - ）
- ヨーゼフ・エマヌエル・レオポルト・マリー（1989年5月7日 - ） - 2022年3月25日にコロンビア人のマリア・クラウディア・エチャヴァリア・スレアスと結婚